# Una aguja en un pajar
"Una aguja en un pajar" (en inglés: "Needle in a Haystack") es el decimotercer episodio de la tercera temporada de la serie estadounidense House. Fue estrenado el 6 de febrero de 2007 en Estados Unidos, en España el 20 de marzo  de 2007 (por FOX) y el 3 de abril del mismo (por Cuatro).

## Sinopsis
Un joven gitano llega con un inexplicable problema respiratorio, en tanto House debe lidiar con Cuddy y una nueva doctora para recuperar su "lugar" en el estacionamiento del hospital.

## Diagnóstico
Múltiples perforaciones en órganos debido a un palillo de dientes ingerido accidentalmente.